# Pisanianura grimaldii
Pisanianura grimaldii is een slakkensoort uit de familie van de Laubierinidae. De wetenschappelijke naam van de soort is voor het eerst geldig gepubliceerd in 1899 door Dautzenberg.